# Shahrestān-e Pākdasht
Shahrestān-e Pākdasht (persiska: شهرستان پاكدشت, پاكدشت) är en delprovins (shahrestan) i Iran.   Den ligger i provinsen Teheran, i den centrala delen av landet, 40 km sydost om huvudstaden Teheran.
Delprovinsen hade 350 966 invånare 2016.